# Glenognatha mira
Glenognatha mira là một loài nhện trong họ Tetragnathidae.
Loài này thuộc chi Glenognatha. Glenognatha mira được miêu tả năm 1945 bởi Bryant.